# 大野町立西小学校

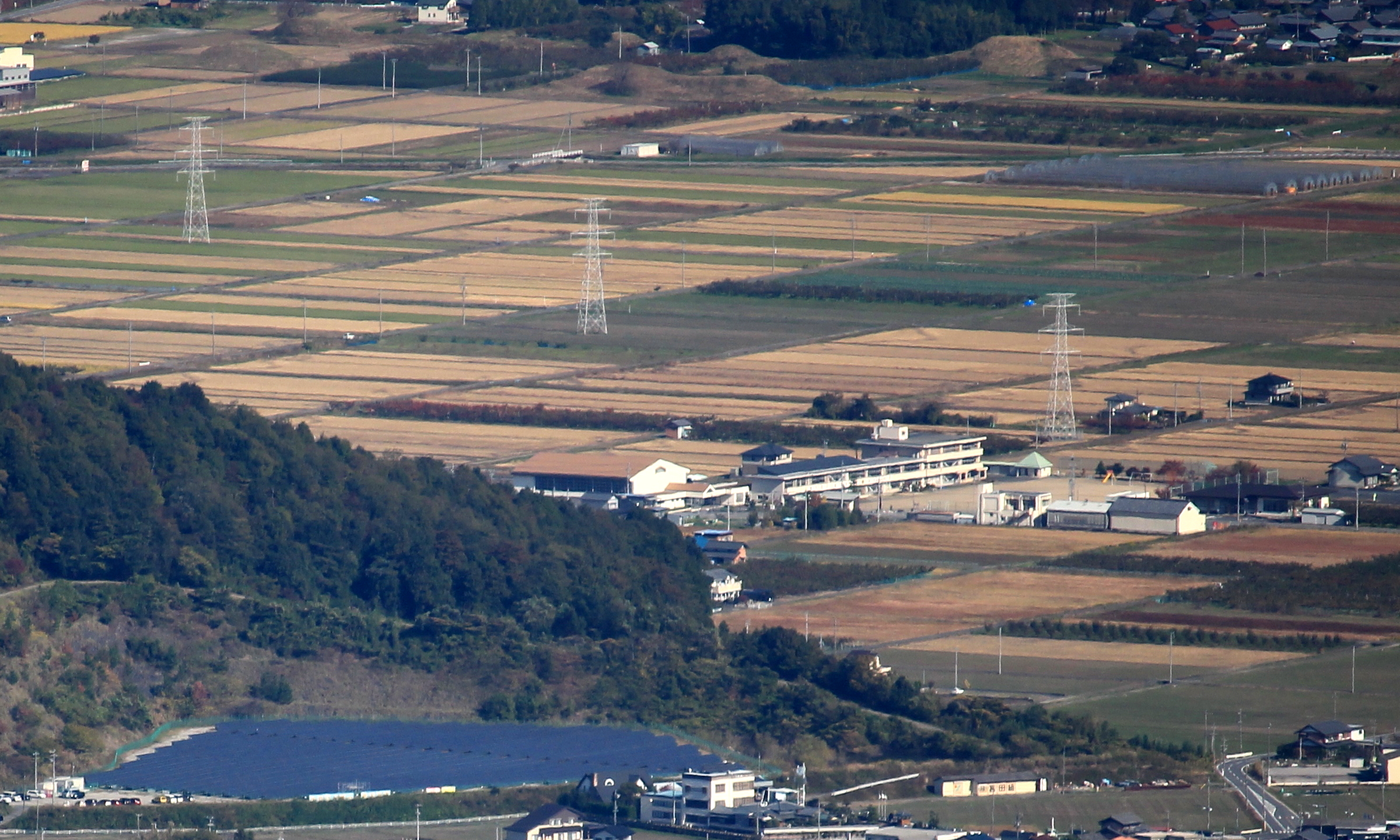
池田山から見下ろす大野町立西小学校

大野町立西小学校（おおのちょうりつ にししょうがっこう）は、岐阜県揖斐郡大野町大字松山にある公立小学校。

## 通学区域
- 通学区域は牛洞、松山、瀬古、中之元であり、公立中学校の進学先は大野町立大野中学校である[1]。

## 沿革
- 1873年（明治6年） -
  - 中之元村に勉旃舎が開校。中之元村、瀬古村、辻村、沢村の児童が通学する。
  - 松山村に森々舎が開校。松山村、志名村の児童が通学する。
  - 牛洞村に篤弼舎（後に暘谷学校に改称）が開校。
- 1877年（明治10年） -
  - 森々舎と弁旃舎が合併し、瀬古村にに勉旃学校を設置する。
  - 暘谷学校が牛洞小学校に改称する。
- 1886年（明治19年） - 勉旃学校が瀬古尋常小学校、牛洞小学校が牛洞尋常小学校に改称する。
- 1895年（明治28年） - 瀬古尋常小学校と牛洞尋常小学校を統合し、松山尋常小学校となる。
- 1897年（明治30年）4月1日 - 中之元村、牛洞村、瀬古村 、松山村が合併し、西郡村が発足。同時に西郡尋常小学校と改称する。
- 1906年（明治39年） - 西郡農業補習学校を附設する。
- 1926年（大正15年） - 高等科を併置し、西郡尋常高等小学校と改称する。
- 1941年（昭和16年） - 西郡国民学校と改称する。
- 1947年（昭和22年） - 6・3制により、岐阜県揖斐郡西郡村立小学校と改称する。
- 1952年（昭和27年） - 郡内で初めての用水路利用のプールが完成する。
- 1954年（昭和29年）4月1日 - 大野町、豊木村、富秋村、西郡村が合併し、改めて大野町が発足。同時に大野町立西小学校に改称する。
- 1964年（昭和39年） - 創立90周年記念式典を挙行し、校歌制定及び児童図書を充実する。
- 1967年（昭和42年） - PTAの寄贈により、校庭に岩石園を造園する。
- 1972年（昭和47年） - 鉄筋コンクリート造の2階建て校舎が竣工する。
- 1978年（昭和53年） - 全日本健康優良校として岐阜県に表彰される。
- 1980年（昭和55年） - 校舎新増築工事が竣工する。
- 1991年（平成3年） - 町より学校用田畑600㎡の供与を受ける。
- 1992年（平成4年） - 屋内運動場竣工式を行う。飼育小屋が完成する。
- 1993年（平成5年） - プール竣工式を行う。
- 1994年（平成6年） - JRCより表彰される。
- 1997年（平成9年） - 国際理解教育校の指定を受ける。パソコン教室を設置する。
- 2000年（平成12年） - 校区12ヶ所に道徳教育に関する標語の看板を設置する。
- 2001年（平成13年） - 一階の教室に大型水槽を設置し、ひらめの養殖を始める。
- 2003年（平成15年） - 校舎耐震工事を行う。
- 2004年（平成16年） - 画像センサー監視システムを設置する。
- 2006年（平成18年） - ヒラメの養殖を終え、お別れ会を行う。
- 2007年（平成19年） -
  - 特別支援学級を設置する。
  - 大野町教育委員会指定　国語の研究発表会を開催する。
- 2008年（平成20年） - 理科室、家庭科室の改修をする。防犯カメラを設置する。
- 2010年（平成22年） - コンピュータ教室にパソコン20台を増設する。
- 2011年（平成23年） - 太陽光パネルが設置される。

## 義務教育学校への再編計画
- 町内の全小中学校（小学校6校・中学校2校）を統合し、1つの義務教育学校とする計画である。校舎は新設し、2031年の開校の計画である[2]。